# Svetlana Bajanova
Pour les articles homonymes, voir Bajanova.
Svetlana Valerievna Bajanova (russe : Светлана Валерьевна Бажанова), née le 1er décembre 1972 à Tcheliabinsk (RSFS de Russie), est une patineuse de vitesse russe.
Elle crée la surprise en remportant la médaille d'or sur 3 000 m aux Jeux olympiques d'hiver de 1994 à Lillehammer.